# Sombere honingzwam
De sombere honingzwam (Armillaria ostoyae) is een schimmel die behoort tot de familie Physalacriaceae. Het is een plaatjeszwam met manchet. De paddenstoel komt vaak in bundels voor op stam en wortelbasis van loof- en naaldbomen op zandgronden. Het is een parasiet, die op levende bomen witrot veroorzaakt. De boom zal hierdoor sterven.

## Kenmerken

### Uiterlijke kenmerken
Hoed
De hoed is stomp en kegelvormig en kan een diameter bereiken van 4-20 cm. De kleur is vleeskleurig- tot roodbruin met donkerbruine, vezelige schubben. De hoedrand is lichter, gestreept en doorschijnend en heeft velumresten. 
Lamellen
De lamellen zijn vleeskleurig.
Steel
De steel heeft een lengte van 6-15 cm en een dikte van 1-3 cm en bevat net als de hoed schubben. De steel heeft een duidelijke witte ring (manchetkraagje). Onder de ring is de steel vezelig en bevat schubben.
Geur
De zwam verspreidt een zwakke fruitige geur die aangenaam wordt ervaren.
Sporenprint
De sporenprint is wit of crèmekleurig.

### Microscopische kenmerken
De sporen zijn ellipsvormig, glad, met oliedruppels en meten 7,5–10 × 5–7 µm. De basidia hebben gespen.

## Grootte
In april 2000 werd in het Malheur National Forest in de Amerikaanse staat Oregon een sombere honingzwam ontdekt van naar schatting 2400 jaar oud met een ondergronds mycelium van 8,9 km² in oppervlakte. Daarmee is deze schimmel het grootste organisme ter wereld. Ook in het Zwitsers Nationaal Park in de streek Engadin komt een groot exemplaar van deze schimmel voor. Hier is de schimmel ongeveer duizend jaar oud en zo'n 800 meter lang en 500 meter breed.

## Gelijkende soorten
De sombere honingzwam lijkt op de echte honingzwam (Armillaria mellea), maar de laatste bevat onder het manchetkraagje een gele randzone en heeft hieronder geen donkere vlokjes, terwijl de sombere honingzwam geen gele randzone heeft en wel donkere vlokjes. Bij beide soorten, evenals bij diverse andere soorten Armillaria, kan bioluminescentie optreden in het mycelium, waardoor het hout waar het doorheen groeit licht kan gaan geven.

## Foto's

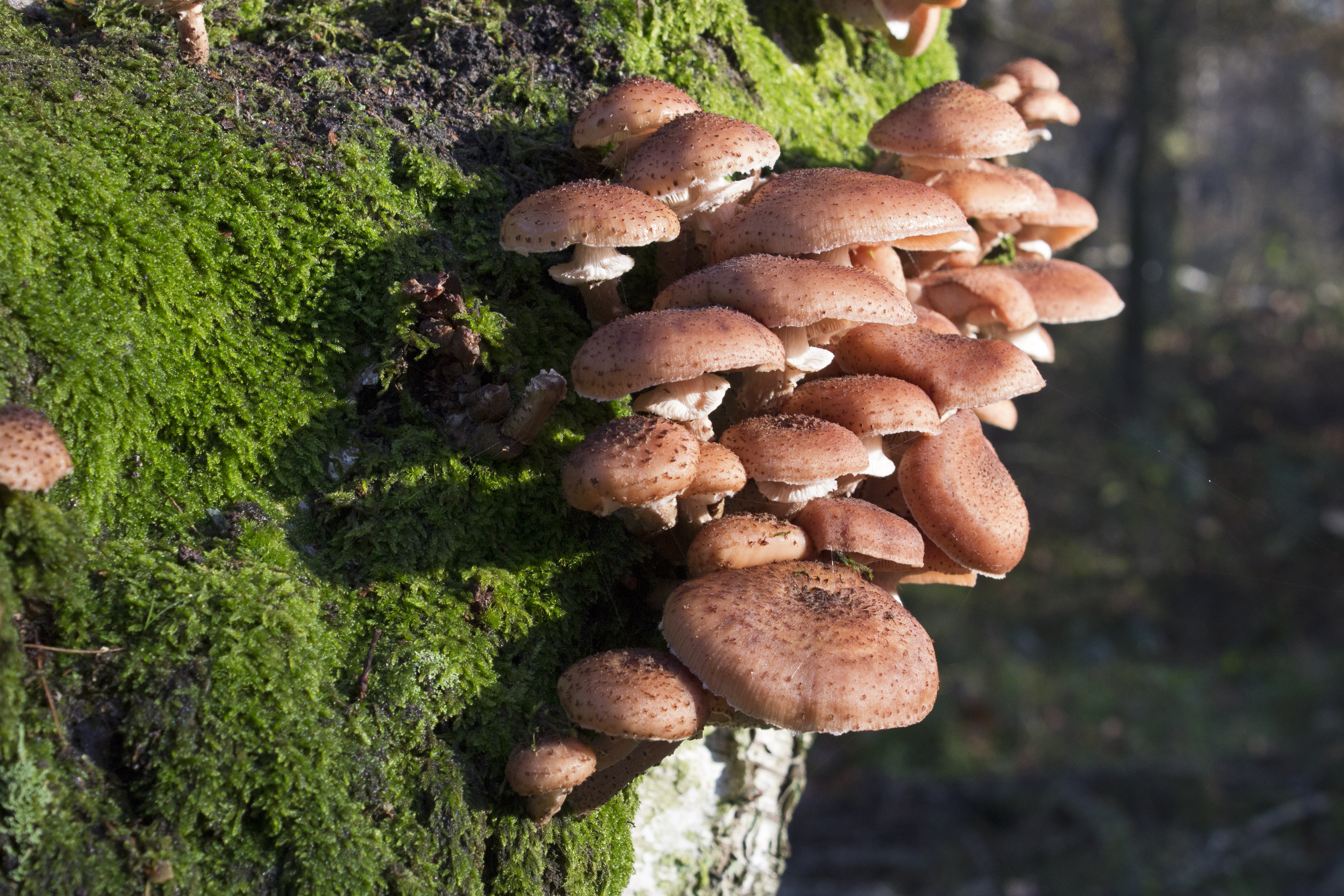
bundels
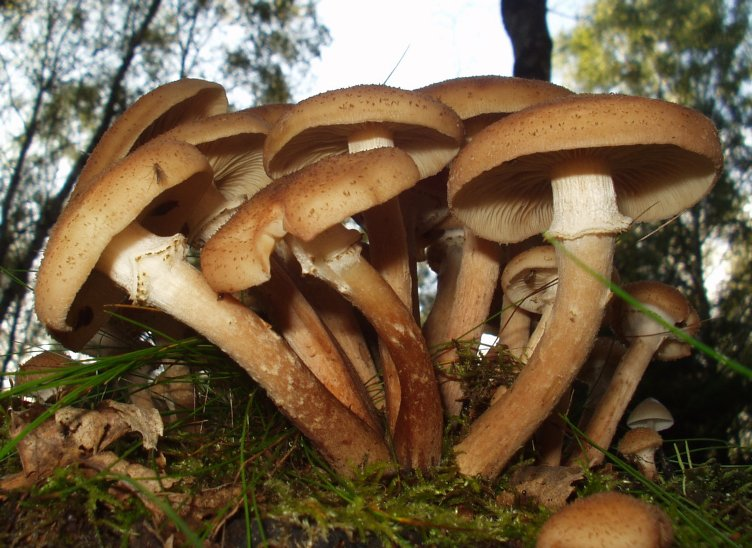
manchetkraagje
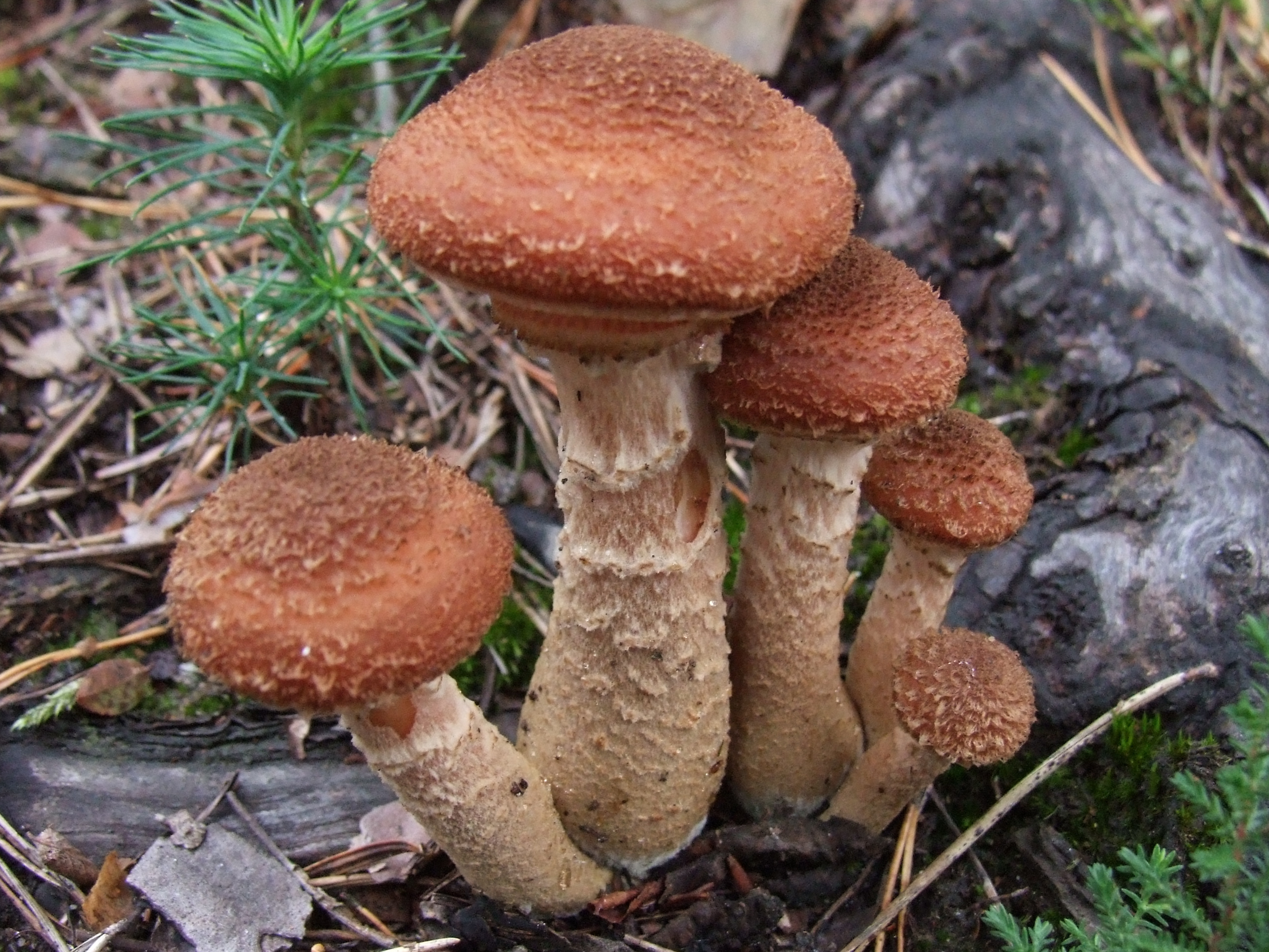
schubben op steel en hoed
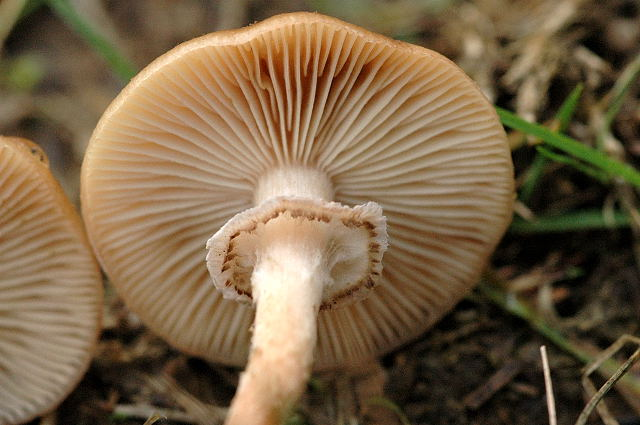
wel vlokjes en geen gele randzone onder de ring
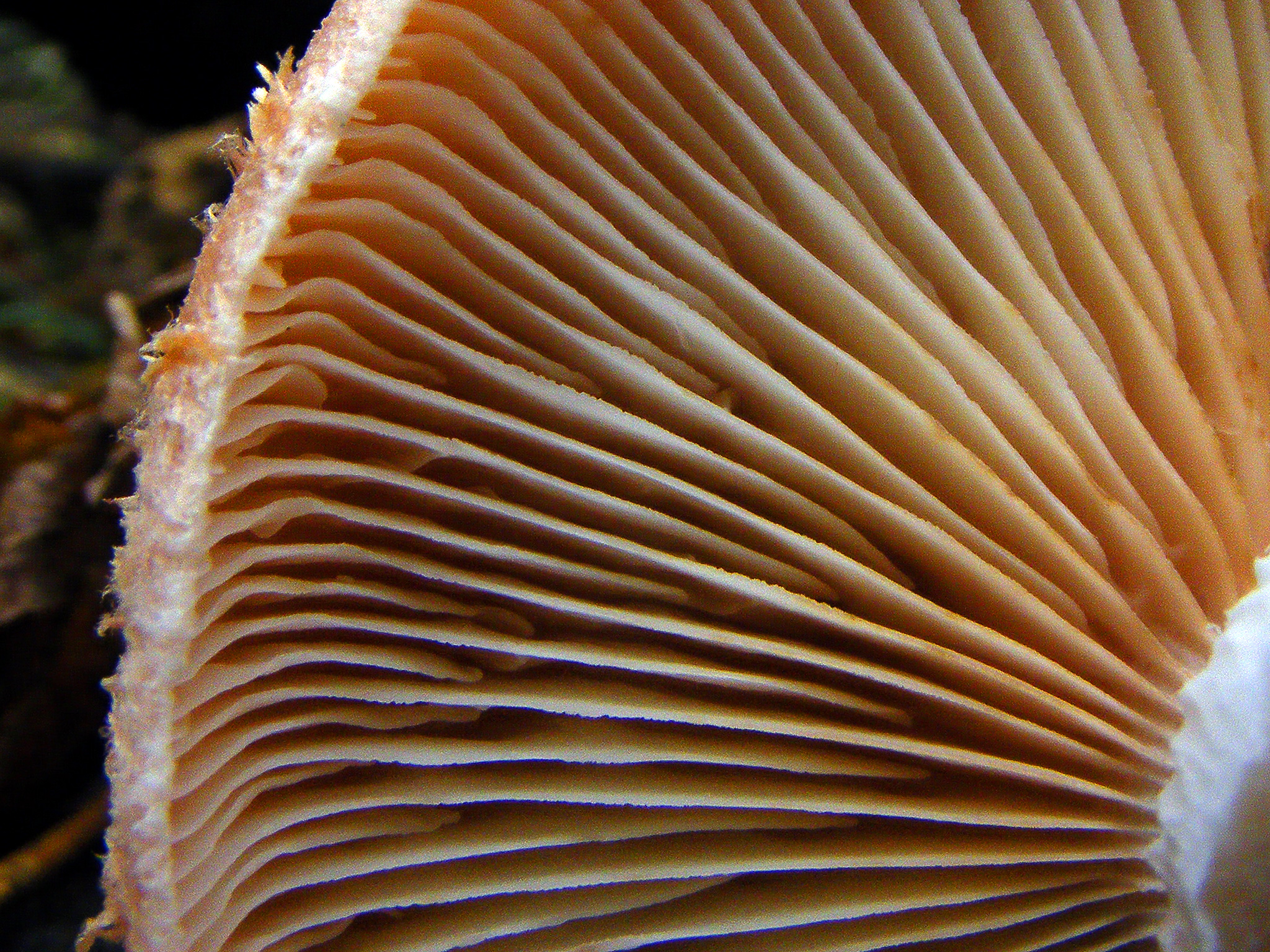
hoed